# Нумушда
Нумушда — шумерський бог, покровитель міста Казаллу.

## Міфологія
У міфі «Одруження Марту» оповідається про те, як на одне велике свято, що відбувалось у місті Інаб, прийшов Нумушда з дружиною та дочкою. Там на покровителя Казалли очікували сильніші за нього противники. Лише завдяки втручанню Марту, який переміг усіх противників, Нумушда здобув перемогу. Як винагороду за підтримку покровитель Казалли пропонував Марту лазурит і срібло. Але той зажадав руки дочки Нумушди — Адар-кібуг.
Деякі дослідники вважають, що Нумушда став сином бога Нанни тільки після того, як правителі третьої династії Ура підкорили Казаллу.